# Austropotamobius bihariensis
Austropotamobius bihariensis este o specie de rac din familia Astacidae. A fost observat numai în România, arealul său fiind limitat la râurile din vestul Munților Apuseni. Numele comun propus în limba română este racul bihorean, "idle crayfish" în limba engleză. Se presupune că s-a diferențiat acum circa 15 Ma dintr-o rudă comună cu A. torrentium din Alpii Dinarici și a evoluat izolat din cauza mișcărilor tectonice înspre nord-est a mega-unității Tisza-Dacia (inclusiv Munții Apuseni), prin Bazinul Panonic, în timpul Miocenului. Divergența moleculară de 582 de nucleotide din secvențe COI mtDNA este susținută de 43 de pași mutaționali, o diferențiere de 7,4% față de A. torrentium, situat în nord-vestul Alpilor Dinarici.

## Descriere
Acest rac seamănă puternic cu ruda sa apropiată A. torrentium. Indivizii, nu mai lungi de 10 cm, sunt de culoare maro pe partea dorsală, prezintă culori mai deschise pe partea ventrală, cu note de portocaliu pe clești. În comparație cu Austropotamobius torrentium, are un bot mai scurt, solzii de pe antene sunt netezi, fără denticule, iar cleștii sunt acoperiți cu tuberculi care sunt mai mari și mai rari.

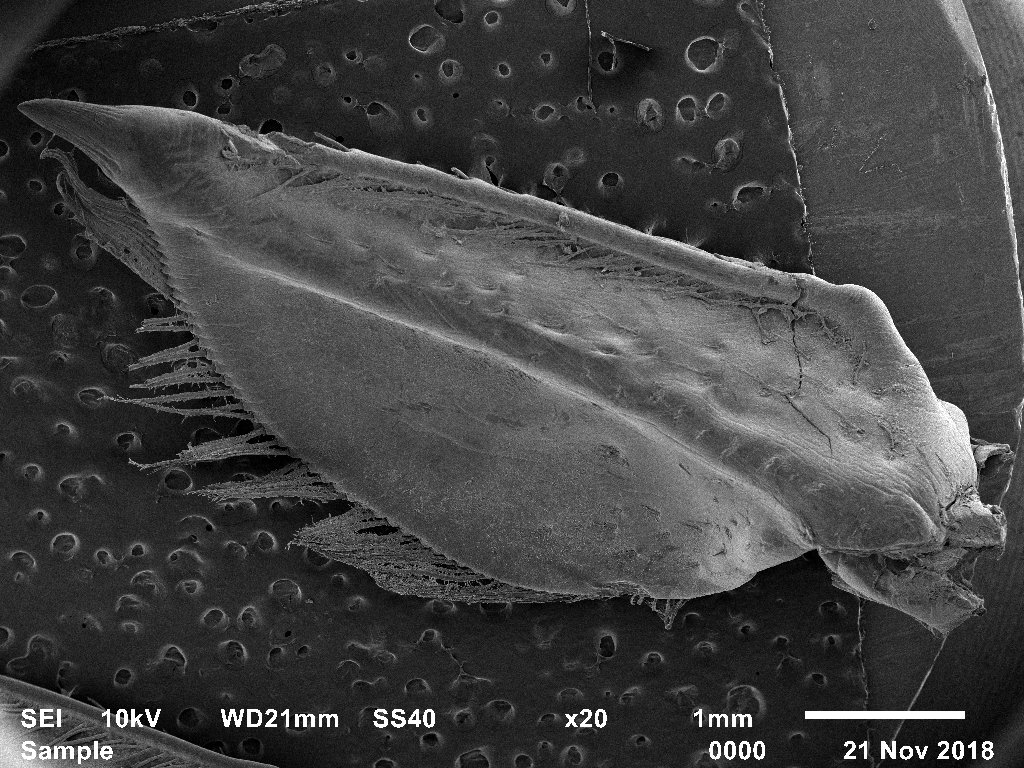
Solz de antenă la Austropotamobius bihariensis
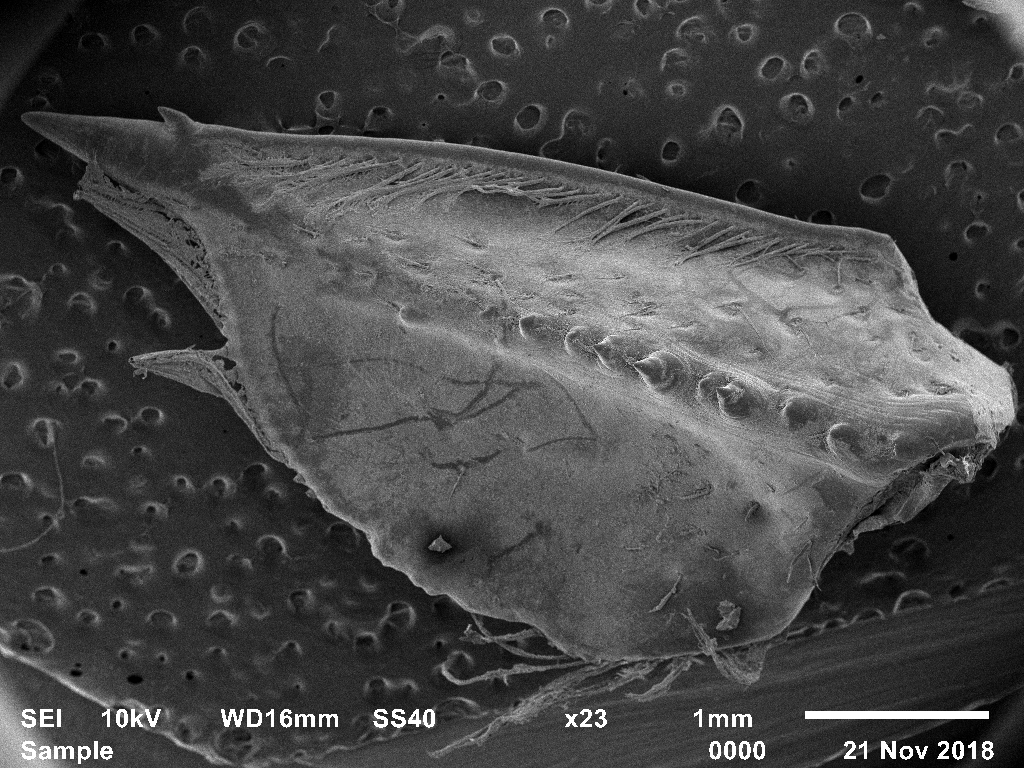
Solz de antenă la Austropotamobius torrentium

Specia a fost descrisă în 2019, pe baza evidențelor moleculare și morfologice. Este un rac de dimensiuni mici, rar atingând 10 cm în lungime. Carapacea este netedă iar coloritul dorsal variază în nuanțe de brun. Partea ventrală este mai deschisă la culoare și tinde spre crem albicios, gălbui-portocaliu pe partea ventrală a cleștilor. Rostrul este triunghiular, cu laturile concave (amintind de forma unui clopot), având o creastă mediană discretă. Apexul este scurt. Postorbital există o singură creastă fină, fără spin. Zona cervicală este netedă. Diferența principală față de ruda sa, racul-de-ponoare, este dată de lipsa denticulației pe marginea ventrală a solzului antenal. Cleștii sunt puternici, asemănători cu cleștii racului-de-ponoare, cu protuberanțe mari, dispuse rarefiat.
Specie endemică pentru România, arealul său este strict limitat în vestul Munților Apuseni. Din punct de vedere biogeografic, cel mai probabil specia are origini în nordul Dinaricilor. Ca urmare a unor fenomene tectonice, populațiile au migrat odată cu masa de uscat desprinsă la începutul Miocenului, cu cca. 15 milioane de ani în urmă. În prezent specia ocupă cursul superior al afluenților Crișului Alb, Negru și Repede. Populații mai numeroase se află în afluenții Crișului Negru și Crișului Repede. Specia nu populează apele din partea de Est a Apusenilor.

## Habitat și Ecologie
Speciile europene de raci preferă, în general, ape curate, dar toleranța lor la poluarea apei este variabilă. A. bihariensis pare să prefere râuri mai curate și mai bine oxigenate decât alți raci.
Habitatul specific îl reprezintă apele curgătoare curate (izvoare, pâraie), dar accidental poate ajunge și în apele subterane odată cu viiturile. De obicei preferă galeriile pe care le sapă în maluri de pământ dar frecvent trăiește ascuns și printre rădăcinile submerse ori sub pietre sau bolovani. Este activ mai cu seamă noaptea consumând aproape orice fel de hrană, reprezintând un adevărat sanitar al apelor. Juvenilii consumă preponderent hrană animală (larve) în timp ce adulții consumă frecvent hrană vegetală, adesea chiar frunze căzute în apă. Este foarte sensibil la deficitul de oxigen și la poluanți chimici, O mare problemă pentru specie o reprezintă regularizările de torenți sau antropizarea regiunilor submontane. Dușmanii naturali sunt vulpea, lupul, ursul, bursucul - pentru adulți, peștii fiind o amenințare numai pentru juvenili. O amenințare importantă o reprezintă extinderea speciilor nord-americane introduse în Europa care pe lângă competitivitatea crescută pot fi rezervorul patogenului Aphanomyces astaci cauzator al ciumei racilor. În fața acestei maladii specia autohtonă nu prezintă rezistență cauzând mortalitate în masă. Ectosimbionții din grupul Branchiobdella nu produc pagube racilor.

## Dimorfism sexual
Masculii se deosebesc de femele datorită cleștilor, mai mari la masculi, dar și a formei abdomenului, mai lat la femele. Pentru o diferențiere certă a sexelor, mai ales în cazul juvenililor, observarea plăcii sternale și a pleopodelor oferă indiciile certe. La mascul pe placa sternală se observă primele doua perechi de pleopode puternice și orientate anterior (pentru transferul spermatoforilor), în timp ce la femela toate pleopodele sunt egale. Forma primelor doua pleopode de la masculi este asemănătoare cu cele ale racului-de-ponoare, astfel primul pleopod (Pl. I) are lobul distal aproape 1/2 din lungimea totală, în timp ce pleopodul al doilea (Pl. II) are exopoditul cel mult 2/3 din lungimea enopoditului, lobul distal al endopoditului fiind aproximativ 1/2 din lungimea sa.

## Areal
Toate populațiile de A. bihariensis se găsesc în sectoarele superioare ale Crișurilor (Crișul Alb, Crișul Negru și Crișul Repede) și Arieșului. Holotipul, depus la Muzeul Național de Istorie Naturală „Grigore Antipa”, a fost colectat din râul Damiș, comuna Bratca, județul Bihor.

## Specimene și localitate tip
Specimenul holotip (mascul) și două specimene paratip (mascul și femelă) au fost colectate din localitatea Damiș, jud. Bihor. Se află în custodia Muzeului Național de Istorie Naturală „Grigore Antipa”: număr catalog holotip DCP829, număr catalog paratipi DCP830 și DCP831. (vezi scrisoare de mulțumire)http://www.crayfish.ro/anexe/scrisoare_multumire_Antipa.pdf

## Conservare
Populațiile de A. bihariensis au fost tratate anterior ca A. torrentium (o specie amenințată, enumerată în Lista Roșie IUCN și în anexa Convenției de la Berna și Directiva Habitate a UE. Pe baza unui studiu de 13 ani, statutul de conservare pentru racul bihorean a fost evaluat ca fiind EN (endangered) – în pericol de dispariție. Această evaluare a fost inclusă ulterior în actualizarea Listei Roșii a IUCN din martie 2025